# Osip Francevič Dolon
Grof Osip Francevič Dolon (rusko Осип Францевич Долон), francoski general, * 1774, † 1821.
Bil je eden izmed pomembnejših generalov, ki so se borili med Napoleonovo invazijo na Rusijo; posledično je bil njegov portret dodan v Vojaško galerijo Zimskega dvorca.

## Življenje
Izšolal se je v Parizu in nato dosegel čin majorja pod poveljstvom princa Condéja. Leta 1798 je vstopil v rusko vojsko (Sibirski dragonski polk) s činom stotnika. Leta 1807 je sodeloval v bojih s Turki kot poveljnik 1. konjeniškega prostovoljnega polka. 
23. junija 1811 je bil imenovan za poveljnika Izjumskega huzarskega polka; z njim se je udeležil velike patriotske vojne. 31. oktobra 1812 je bil povišan v polkovnika; sodeloval je v bitki pri Borodinu, v kateri je bil ranjen, obleganju Danziga in za Berlin. 
1. junija 1815 je bil povišan v generalmajorja in istega leta je bil poveljnik Nancyja. Med 16. novembrom 1817 in 6. majem 1818 je bil poveljnik 2. brigade Buške ulanske divizije, nato pa je do 26. oktobra 1819 bil poveljnik 1. brigade v diviziji. 
Nato je bil upokojen zaradi bolezni.